# Geolycosa conspersa
Geolycosa conspersa är en spindelart som först beskrevs av Tord Tamerlan Teodor Thorell 1877.  Geolycosa conspersa ingår i släktet Geolycosa och familjen vargspindlar. Inga underarter finns listade i Catalogue of Life.